# Emiliano Bonazzoli
Emiliano Bonazzoli (Asola, 20 gennaio 1979) è un allenatore di calcio ed ex calciatore italiano, di ruolo attaccante.

## Caratteristiche tecniche
Classica punta centrale con un discreto senso del gol, era abile a sfruttare i palloni alti nei corner. Buon assist-man, prediligeva servire i compagni rispetto a segnare in prima persona, qualità che lo rendeva duttile anche nella trequarti e nelle fasce laterali, talvolta per crossare, talvolta per optare per intelligenti passaggi filtranti.

## Carriera

### Giocatore

#### Gli esordi: Brescia e Cesena
Cresce calcisticamente nel Casalromano, successivamente nel Voluntas e nel Brescia, con cui esordisce in Serie B nel 1997, all'età di 18 anni. Nella stagione successiva esordisce con le rondinelle anche in Serie A, militando nei ranghi della prima squadra per due anni, ma giocando solo in 18 occasioni, senza mai andare a segno. Nel mercato invernale del 1999 passa in prestito al Cesena, in Serie B, con cui riesce a segnare il suo primo gol in carriera. In Romagna trova una buona continuità, giocando in tutto 21 partite, e l'anno successivo torna al Brescia, nel frattempo retrocesso in serie cadetta. Promosso titolare della squadra, segna 10 gol in 35 incontri.

#### Parma e Hellas Verona
Nell'estate 2000 viene acquistato a titolo definitivo dal Parma, facendo così ritorno in massima serie. Dopo un inizio faticoso, e una sola presenza in campionato, passa in prestito per sei mesi al Verona, squadra nella quale dimostra di valere la serie maggiore: nella stagione 2000-2001 segna infatti 7 reti in 28 partite, contribuendo alla salvezza del club scaligero. Il suo buon rendimento convince il Parma a confermarlo per la stagione 2001-2002, ma in un anno e mezzo Bonazzoli, complice la concorrenza di attaccanti più esperti e/o più avvezzi al gol, come Alberto Gilardino e Marco Di Vaio, non trova lo spazio necessario, disputando in tutto 35 partite e andando a segno 8 volte. In questa seconda stagione vince la Coppa Italia.

#### Reggina
Nel gennaio 2003 approda in prestito alla Reggina, inserendosi in un parco attaccanti che comprendeva già David Di Michele, Erjon Bogdani e Gianluca Savoldi. Subito promosso titolare, realizza 7 reti nella stagione regolare più un fondamentale gol nello spareggio salvezza contro l'Atalanta, a Bergamo; chiude la stagione, che si rivela la più prolifica a livello personale, con 11 segnature complessive. Complice la grande stagione in amaranto, viene riscattato dal club calabrese e confermato anche per la stagione 2003-2004, dove realizza due reti in 25 partite. Rimane a Reggio Calabria anche l'anno successivo, e, sotto la guida del neotecnico Walter Mazzarri, ritrova una buona continuità realizzativa, segnando 8 gol in 35 presenze, e contribuendo in modo decisivo al conseguimento del decimo posto in classifica.

#### Sampdoria
Dopo l'arrivo di Rolando Bianchi alla Reggina, il 14 agosto 2005 viene ingaggiato in prestito con diritto di riscatto dalla Sampdoria. La prima stagione con la maglia blucerchiata inizia bene: nell'arco di tre mesi segna nove gol in 17 partite, ma il 28 dicembre s'infortuna gravemente, durante l'allenamento pomeridiano, riportando una lesione parziale al legamento crociato anteriore del ginocchio destro. Finisce così anzitempo la stagione, e la sua assenza contribuisce a un lungo periodo negativo di tutta la squadra, che chiude la stagione con soli 41 punti in classifica.
A fine campionato la Sampdoria acquista il suo cartellino che era a metà tra Parma e Reggina cedendo ai ducali Vitali Kutuzov più un conguaglio economico di circa € 3 milioni. Dopo un lungo periodo di riabilitazione, Bonazzoli ritorna in campo agli inizi di agosto, pur con qualche problema di tenuta fisica. Novellino lo tiene due volte fuori dalla formazione titolare per recuperare, e successivamente trova una buona continuità. Tuttavia, il 29 marzo 2007, dopo aver riportato la frattura di un dito della mano, è costretto a sottoporsi a una nuova operazione, e il 7 aprile si infortuna nuovamente, questa volta al legamento crociato del ginocchio sinistro, ed è quindi costretto a finire ancora una volta anzitempo la stagione.
Nel 2007-2008 gioca 30 partite in Serie A segnando 2 gol, e realizza anche una doppietta in Coppa Italia contro il Cagliari. Le soddisfazioni maggiori arrivano però in Europa, quando, il 18 settembre 2008, grazie alla doppietta rifilata ai lituani del FBK Kaunas, diventa il capocannoniere di tutti i tempi del club blucerchiato in Coppa UEFA, con 4 gol; e nella successiva trasferta di coppa contro il Partizan, realizza il primo dei due gol della Sampdoria, ritoccando così il record a 5 reti.
Resta a Genova anche nella stagione seguente, iniziando la stagione con 9 presenze e nessuna rete segnata; ma il 14 gennaio 2009 passa in prestito con diritto di riscatto dell'intero cartellino alla Fiorentina, rientrando nella trattativa che porta Giampaolo Pazzini alla Sampdoria. Con la maglia viola scende in campo complessivamente 12 volte e segna l'unico gol della sua stagione il 1º marzo 2009 proprio contro la sua ex squadra, la Reggina, su assist di Adrian Mutu. Il 30 giugno torna alla Sampdoria, non essendo stato esercitato il riscatto.

#### Ritorno alla Reggina
Il 14 luglio 2009 torna alla Reggina, in Serie B, che lo acquista a titolo definitivo. Segna il suo primo gol in stagione il 27 ottobre contro il Lecce e replica il 5 dicembre contro l'Ascoli. Il 6 febbraio 2010 colleziona la presenza numero 100 in campionato in maglia amaranto (non tenendo conto dello spareggio contro l'Atalanta del 2003). Chiude la stagione, pessima per la squadra e poco prolifica a livello personale, con 35 presenze e 4 reti.
Nell'estate 2010 sembra scontato il suo nuovo addio al club di Lillo Foti, complice la stagione deludente e l'oneroso ingaggio, ma il 17 agosto, Bonazzoli, con un gesto di grande attaccamento alla maglia amaranto, sceglie di dimezzarsi l'ingaggio (da 600.000 euro a 300.000) e rimanere alla Reggina, rinunciando praticamente ad un anno di contratto. Nella stagione 2010-2011 trova una grande media realizzativa, trascinando con 17 reti la squadra ai playoff, dove, nonostante, altri due gol, vede sfumare la Serie A nello spareggio contro il Novara. Il 12 ottobre 2012 rescinde il contratto che lo legava alla Reggina.

#### Padova
Il 28 novembre dopo essere rimasto svincolato raggiunge un accordo con la società biancoscudata. Tuttavia nel rispetto delle norme federali, l'accordo potrà essere formalizzato solo a partire dal 3 gennaio 2013. Debutta con i biancoscudati il 23 febbraio 2013 nella sfida contro l'Empoli pareggiata (1-1), entrando all'89' minuto al posto di Manuel Iori. Segna il primo gol l'8 aprile nella sfida contro il Varese terminata (1-1). Il 30 marzo riporta una lesione di primo grado al retto femorale della gamba destra e di primo/secondo grado del soleo di sinistra, concludendo di fatto la stagione con tre giornate d'anticipo.

#### Da Marano a Budapest
Il 6 settembre 2013 dopo essere rimasto svincolato raggiunge un accordo con il Marano, formazione vicentina che milita in Serie D. Debutta l'11 settembre nella sfida di Coppa Italia Serie D contro la Clodiense terminata 1-1 (4-5 dopo i calci di rigore). A fine ottobre, dopo quasi due mesi, per alcuni dissidi con il presidente lascia la squadra vicentina dopo appena 4 partite e nessun gol.
Nella sessione di mercato di gennaio 2014 si trasferisce alla Honvéd di Budapest club militante nella massima serie magiara.
Fa il suo esordio con il suo nuovo club il 1º marzo nel derby cittadino contro i rivali dell'Újpest vedendo vincere la propria squadra per 3-2, dopo un buon inizio con 5 assist in 6 partite subisce un declino insieme alla squadra e per le ultime giornate dopo l'esonero in panchina dell'allenatore Marco Rossi lui e il suo compagno di reparto Arturo Lupoli vengono relegati in tribuna chiudendo così l'esperienza ungherese con 9 presenze e nessun gol all'attivo.

#### Este
Terminato il contratto con la squadra ungherese, si accorda con l'Este, formazione della provincia di Padova che milita in Serie D.
In seguito agli insulti razziali verso l'arbitro nella partita Este-Correggese del 28 settembre 2014, viene squalificato per 10 giornate.
Nella partita del 25 gennaio 2015 contro il Thermal Abano, nel primo tempo segna il suo primo gol in stagione, gol che varrà la vittoria per la squadra atestina, lascia la squadra il 27 aprile dopo aver raccolto 11 presenze e 3 reti.

#### Miami Fusion, Siena e Cittadella
Il 30 aprile 2015 viene ingaggiato dal neonato sodalizio statunitense Miami Fusion.
Il 17 luglio 2015, vista l'impossibilità di giocare la stagione in corso a causa del rinvio dell'iscrizione al campionato alla stagione successiva della squadra statunitense, torna in Italia, al Siena, neopromosso in Lega Pro. Fa il suo esordio con il club toscano il 14 agosto in Coppa Italia Lega Pro nello 0-0 contro il Prato, segna il suo primo gol il 4 ottobre nella vittoria interna avvenuta per 2-0 contro il Rimini, il 28 dicembre decide di rescindere il contratto che lo legava alla società toscana dopo 5 reti in 14 apparizioni in rispetto al mister Atzori che lo aveva fortemente voluto e che era stato esonerato un mese prima.
Il giorno seguente si accasa al Cittadella, squadra militante nel girone A di Lega Pro dove vince il campionato.

### Allenatore
All'inizio della stagione 2016-2017, diventa collaboratore tecnico dell'Atletico Conselve club di Conselve in Provincia di Padova, che milita in Prima Categoria a fianco di Stefano Tromboni. Successivamente nel novembre del 2016, dopo l'esonero di Tromboni, diventa il nuovo allenatore della squadra padovana.
Il 7 dicembre 2017, diventa il nuovo allenatore del Thermal Teolo in Promozione.
Il 18 dicembre 2018 subentra a Diego Zuccher sulla panchina del ChievoVerona Valpo nel campionato di Serie A femminile, con la squadra al decimo posto in classifica.
Dopo aver centrato con le clivensi la salvezza all'ultima giornata di campionato, il Chievo Valpo non si iscrive alla Serie A 2019-2020, in seguito al disimpegno del Chievo maschile, e Bonazzoli firma con il Verona, rimanendo ad allenare in massima serie femminile. Il 20 gennaio 2020, a seguito di alcuni risultati negativi, rescinde consensualmente il contratto.
L'11 settembre 2020 entra nello staff tecnico di Aimo Diana come collaboratore al Renate in serie C.
Il 7 gennaio 2022 viene nominato nuovo allenatore del Fanfulla, raccogliendo la squadra in zona playout e portandola a raggiungere il 14º posto finale. La salvezza, ottenuta con due giornate di anticipo, è valsa a Bonazzoli il rinnovo dell'incarico sulla panchina dei guerrieri. Si dimette il 27 febbraio 2023, lasciando la squadra all'ottavo posto in classifica.
Il 12 ottobre 2023 viene nominato nuovo tecnico del Lecco, ultimo in Serie B con un punto dopo sei giornate, in sostituzione dell'esonerato Luciano Foschi. Dopo la sconfitta con l’Ascoli al debutto (0-2), arrivano due vittorie contro il Pisa nel recupero della prima giornata (1-2) e il Palermo (1-2). Il 12 febbraio 2024, con la squadra tornata all'ultimo posto, viene esonerato.

### Nazionale
Ha esordito nella nazionale italiana il 15 novembre 2006 in amichevole contro la Turchia (1-1).

## Statistiche
Tra club, nazionale maggiore e nazionali giovanili, Bonazzoli ha totalizzato 569 presenze e 135 gol, alla media di 0,24 gol a partita.

### Presenze e reti nei club
| Stagione         | Squadra          | Campionato       | Campionato | Campionato | Coppe nazionali | Coppe nazionali | Coppe nazionali | Coppe continentali | Coppe continentali | Coppe continentali | Altre coppe | Altre coppe | Altre coppe | Totale | Totale |
| Stagione         | Squadra          | Comp             | Pres       | Reti       | Comp            | Pres            | Reti            | Comp               | Pres               | Reti               | Comp        | Pres        | Reti        | Pres   | Reti   |
| ---------------- | ---------------- | ---------------- | ---------- | ---------- | --------------- | --------------- | --------------- | ------------------ | ------------------ | ------------------ | ----------- | ----------- | ----------- | ------ | ------ |
| 1996-1997        | Brescia          | B                | 1          | 0          | CI              | 0               | 0               | -                  | -                  | -                  | -           | -           | -           | 1      | 0      |
| 1997-1998        | Brescia          | A                | 12         | 0          | CI              | 0               | 0               | -                  | -                  | -                  | -           | -           | -           | 12     | 0      |
| 1998-gen. 1999   | Brescia          | B                | 5          | 0          | CI              | 3               | 1               | -                  | -                  | -                  | -           | -           | -           | 8      | 1      |
| gen.-giu. 1999   | Cesena           | B                | 21         | 1          | CI              | -               | -               | -                  | -                  | -                  | -           | -           | -           | 21     | 1      |
| 1999-2000        | Brescia          | B                | 35         | 10         | CI              | 5               | 2               | -                  | -                  | -                  | -           | -           | -           | 40     | 12     |
| Totale Brescia   | Totale Brescia   | Totale Brescia   | 53         | 10         |                 | 8               | 3               | -                  | -                  | -                  | -           | -           | -           | 61     | 13     |
| lug.-ott. 2000   | Parma            | A                | 1          | 0          | CI              | 0               | 0               | CU                 | 1                  | 2                  |             | -           | -           | 2      | 2      |
| ott. 2000-2001   | Verona           | A                | 28         | 7          | CI              | -               | -               | -                  | -                  | -                  | -           | -           | -           | 28     | 7      |
| 2001-2002        | Parma            | A                | 27         | 5          | CI              | 2               | 0               | CU                 | 7                  | 3                  |             | -           | -           | 36     | 8      |
| 2002-gen. 2003   | Parma            | A                | 8          | 3          | CI              | 2               | 1               | CU                 | 4                  | 0                  | SI          | 1           | 0           | 15     | 4      |
| Totale Parma     | Totale Parma     | Totale Parma     | 36         | 8          |                 | 4               | 1               |                    | 12                 | 5                  |             | 1           | 0           | 53     | 14     |
| gen.-giu. 2003   | Reggina          | A                | 17+2       | 7+1        | CI              | -               | -               | -                  | -                  | -                  | -           | -           | -           | 19     | 8      |
| 2003-2004        | Reggina          | A                | 25         | 2          | CI              | 1               | 0               | -                  | -                  | -                  | -           | -           | -           | 26     | 2      |
| 2004-2005        | Reggina          | A                | 35         | 8          | CI              | 0               | 0               | -                  | -                  | -                  | -           | -           | -           | 35     | 8      |
| 2005-2006        | Sampdoria        | A                | 17         | 9          | CI              | 1               | 0               | CU                 | 6                  | 1                  | -           | -           | -           | 24     | 10     |
| 2006-2007        | Sampdoria        | A                | 27         | 4          | CI              | 8               | 4               | -                  | -                  | -                  | -           | -           | -           | 35     | 8      |
| 2007-2008        | Sampdoria        | A                | 30         | 2          | CI              | 4               | 2               | Int+CU             | 0                  | 0                  | -           | -           | -           | 34     | 4      |
| 2008-gen. 2009   | Sampdoria        | A                | 10         | 0          | CI              | 1               | 1               | CU                 | 5                  | 4                  | -           | -           | -           | 16     | 5      |
| Totale Sampdoria | Totale Sampdoria | Totale Sampdoria | 83         | 16         |                 | 14              | 7               |                    | 11                 | 5                  |             | -           | -           | 108    | 28     |
| gen.-giu. 2009   | Fiorentina       | A                | 12         | 1          | CI              | -               | -               | UCL+CU             | -                  | -                  |             | -           | -           | 12     | 1      |
| 2009-2010        | Reggina          | B                | 35         | 4          | CI              | 3               | 0               | -                  | -                  | -                  | -           | -           | -           | 38     | 4      |
| 2010-2011        | Reggina          | B                | 31+2       | 17+2       | CI              | 0               | 0               | -                  | -                  | -                  | -           | -           | -           | 33     | 19     |
| 2011-2012        | Reggina          | B                | 28         | 4          | CI              | 2               | 0               | -                  | -                  | -                  | -           | -           | -           | 30     | 4      |
| lug.-ott. 2012   | Reggina          | B                | -          | -          | CI              | -               | -               | -                  | -                  | -                  | -           | -           | -           | -      | -      |
| Totale Reggina   | Totale Reggina   | Totale Reggina   | 171+4      | 42+3       |                 | 6               | 0               |                    | -                  | -                  |             | -           | -           | 181    | 45     |
| gen.-giu. 2013   | Padova           | B                | 11         | 3          | CI              | -               | -               | -                  | -                  | -                  | -           | -           | -           | 11     | 3      |
| set.-ott. 2013   | Marano           | D                | 4          | 0          | CI-D            | 1               | 0               | -                  | -                  | -                  | -           | -           | -           | 5      | 0      |
| gen.-giu. 2014   | Honvéd           | NBI              | 9          | 0          | MK+MLK          | -               | -               | UEL                | -                  | -                  | -           | -           | -           | 9      | 0      |
| 2014-2015        | Este             | D                | 11         | 3          | CI-D            | 1               | 0               | -                  | -                  | -                  | -           | -           | -           | 12     | 3      |
| lug.-dic. 2015   | Siena            | LP               | 14         | 5          | CI-LP           | 1               | 0               | -                  | -                  | -                  | -           | -           | -           | 15     | 5      |
| dic. 2015-2016   | Cittadella       | LP               | 11         | 0          | CI-LP           | 0               | 0               | -                  | -                  | -                  | -           | -           | -           | 11     | 0      |
| Totale carriera  | Totale carriera  | Totale carriera  | 462+4      | 94+3       |                 | 35              | 11              |                    | 23                 | 10                 |             | 1           | 0           | 525    | 118    |

### Cronologia presenze e reti in nazionale
| Cronologia completa delle presenze e delle reti in nazionale ― Italia | Cronologia completa delle presenze e delle reti in nazionale ― Italia | Cronologia completa delle presenze e delle reti in nazionale ― Italia | Cronologia completa delle presenze e delle reti in nazionale ― Italia | Cronologia completa delle presenze e delle reti in nazionale ― Italia | Cronologia completa delle presenze e delle reti in nazionale ― Italia | Cronologia completa delle presenze e delle reti in nazionale ― Italia | Cronologia completa delle presenze e delle reti in nazionale ― Italia |
| Data                                                                  | Città                                                                 | In casa                                                               | Risultato                                                             | Ospiti                                                                | Competizione                                                          | Reti                                                                  | Note                                                                  |
| --------------------------------------------------------------------- | --------------------------------------------------------------------- | --------------------------------------------------------------------- | --------------------------------------------------------------------- | --------------------------------------------------------------------- | --------------------------------------------------------------------- | --------------------------------------------------------------------- | --------------------------------------------------------------------- |
| 15-11-2006                                                            | Bergamo                                                               | Italia                                                                | 1 – 1                                                                 | Turchia                                                               | Amichevole                                                            | -                                                                     | 46’                                                                   |
| Totale                                                                |                                                                       | Presenze                                                              | 1                                                                     |                                                                       | Reti                                                                  | 0                                                                     |                                                                       |

### Statistiche da allenatore

#### Club
Statistiche aggiornate al 12 febbraio 2024.
| Stagione            | Squadra           | Campionato      | Campionato | Campionato | Campionato | Campionato | Coppe nazionali | Coppe nazionali | Coppe nazionali | Coppe nazionali | Coppe nazionali | Coppe continentali | Coppe continentali | Coppe continentali | Coppe continentali | Coppe continentali | Altre coppe | Altre coppe | Altre coppe | Altre coppe | Altre coppe | Totale | Totale | Totale | Totale | % Vittorie | Piazzamento        |
| Stagione            | Squadra           | Comp            | G          | V          | N          | P          | Comp            | G               | V               | N               | P               | Comp               | G                  | V                  | N                  | P                  | Comp        | G           | V           | N           | P           | G      | V      | N      | P      | %          | Piazzamento        |
| ------------------- | ----------------- | --------------- | ---------- | ---------- | ---------- | ---------- | --------------- | --------------- | --------------- | --------------- | --------------- | ------------------ | ------------------ | ------------------ | ------------------ | ------------------ | ----------- | ----------- | ----------- | ----------- | ----------- | ------ | ------ | ------ | ------ | ---------- | ------------------ |
| nov. 2016-2017      | Atletico Conselve | 1ª Cat.         | 20+2       | 3+1        | 9+1        | 8          | CI-1ª Cat.      | -               | -               | -               | -               | -                  | -                  | -                  | -                  | -                  | -           | -           | -           | -           | -           | 22     | 4      | 10     | 8      | 18,18      | Sub., 14º          |
| dic. 2017-2018      | Thermal Teolo     | Prom.           | 17         | 0          | 3          | 14         | CI-Prom.        | -               | -               | -               | -               | -                  | -                  | -                  | -                  | -                  | -           | -           | -           | -           | -           | 17     | 0      | 3      | 14     | &0,00      | Sub., 16º, (retr.) |
| gen.-giu. 2022      | Fanfulla          | D               | 22         | 8          | 3          | 11         | CI-D            | -               | -               | -               | -               | -                  | -                  | -                  | -                  | -                  | -           | -           | -           | -           | -           | 22     | 8      | 3      | 11     | 36,36      | Sub., 14º          |
| 2022-feb. 2023      | Fanfulla          | D               | 29         | 11         | 9          | 9          | CI-D            | 2               | 1               | 0               | 1               | -                  | -                  | -                  | -                  | -                  | -           | -           | -           | -           | -           | 31     | 12     | 9      | 10     | 38,71      | Dimiss.            |
| Totale Fanfulla     | Totale Fanfulla   | Totale Fanfulla | 51         | 19         | 12         | 20         |                 | 2               | 1               | 0               | 1               |                    | -                  | -                  | -                  | -                  |             | -           | -           | -           | -           | 53     | 20     | 12     | 21     | 37,74      |                    |
| ott. 2023-feb. 2024 | Lecco             | B               | 18         | 5          | 4          | 9          | -               | -               | -               | -               | -               | -                  | -                  | -                  | -                  | -                  | -           | -           | -           | -           | -           | 18     | 5      | 4      | 9      | 27,78      | Sub., Eson.        |
| Totale carriera     | Totale carriera   | Totale carriera | 108        | 28         | 29         | 51         |                 | 2               | 1               | 0               | 1               |                    | -                  | -                  | -                  | -                  |             | -           | -           | -           | -           | 110    | 29     | 29     | 52     | 26,36      |                    |

### Calcio femminile
Statistiche aggiornate al 18 gennaio 2020.
| Stagione            | Squadra            | Campionato      | Campionato | Campionato | Campionato | Campionato | Coppe nazionali | Coppe nazionali | Coppe nazionali | Coppe nazionali | Coppe nazionali | Coppe continentali | Coppe continentali | Coppe continentali | Coppe continentali | Coppe continentali | Altre coppe | Altre coppe | Altre coppe | Altre coppe | Altre coppe | Totale | Totale | Totale | Totale | % Vittorie | Piazzamento |
| Stagione            | Squadra            | Comp            | G          | V          | N          | P          | Comp            | G               | V               | N               | P               | Comp               | G                  | V                  | N                  | P                  | Comp        | G           | V           | N           | P           | G      | V      | N      | P      | %          | Piazzamento |
| ------------------- | ------------------ | --------------- | ---------- | ---------- | ---------- | ---------- | --------------- | --------------- | --------------- | --------------- | --------------- | ------------------ | ------------------ | ------------------ | ------------------ | ------------------ | ----------- | ----------- | ----------- | ----------- | ----------- | ------ | ------ | ------ | ------ | ---------- | ----------- |
| dic. 2018-giu. 2019 | ChievoVerona Valpo | A               | 12         | 4          | 1          | 7          | CI              | -               | -               | -               | -               | -                  | -                  | -                  | -                  | -                  | -           | -           | -           | -           | -           | 12     | 4      | 1      | 7      | 33,33      | Sub., 9º    |
| 2019-gen. 2020      | Verona             | A               | 12         | 3          | 2          | 7          | CI              | 1               | 0               | 0               | 1               | -                  | -                  | -                  | -                  | -                  | -           | -           | -           | -           | -           | 13     | 3      | 2      | 8      | 23,08      | Resciss.    |
| Totale carriera     | Totale carriera    | Totale carriera | 24         | 7          | 3          | 14         |                 | 1               | 0               | 0               | 1               |                    | -                  | -                  | -                  | -                  |             | -           | -           | -           | -           | 25     | 7      | 3      | 15     | 28,00      |             |

## Palmarès

### Club

#### Competizioni nazionali
- Serie B: 1

Brescia: 1996-1997
- Coppa Italia: 1

Parma: 2001-2002
- Lega Pro: 1

Cittadella: 2015-2016

### Individuale
- Capocannoniere della Coppa Italia: 1

Coppa Italia 2006-2007 (4 gol)